# Tacuba (El Salvador)

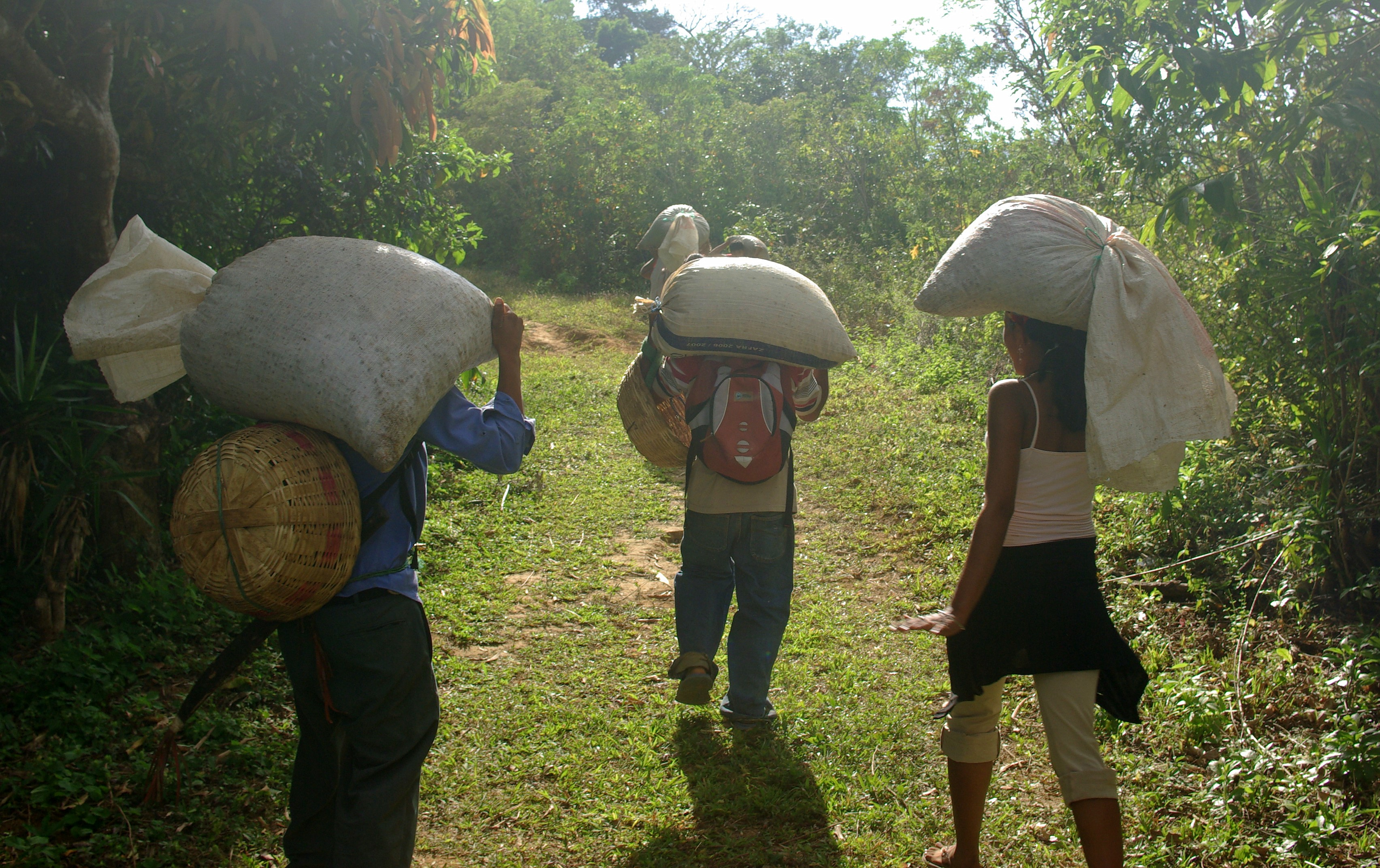
Kaffee-Ernte in Tacuba, El Salvador

Tacuba (Nawat: Takupan) ist ein Municipio in El Salvador im Departamento Ahuachapán.
Es liegt weit im Westen des Landes unweit der Grenze zu Guatemala.

## Name
Eine weit verbreitete Deutung des Nawat-Namens Takupan ist „Platz des Ballspiels“ (vgl. hierzu Nahuatl tlach(tli) „Ball, Ballspiel“, die Ortsangabe -co und -pan „auf“). Ein Zusammenhang mit tlacōtl „Stab“ ist auch möglich. Nicht zu verwechseln ist der Ort mit dem gleichnamigen Stadtteil von Mexiko-Stadt, dem alten Tlacopan, das möglicherweise einen identischen Namensursprung hat, traditionell aber mit „Blühende Pflanze auf flachem Grund“ gedeutet wird.

## Geschichte
Das alte Tacupan war eine Gründung der Pipil. Um etwa 1200 kam die Gegend unter die Herrschaft von Cuzcatlan.
Die einstige Herrschaft von Cuzcatlan wurde 1528 endgültig von den Spaniern erobert. 1550 hatte Tacuba etwa 500 Einwohner. Während der ganzen Kolonialzeit gehörte es zur Provincia de los Izalcos oder zur Alcaldía Mayor de Sonsonate. 1770 lebten im Dorf Tacuba, das dem Pfarrer von Ahuachapán unterstand, etwa 996 Indigene in 351 Familien. Die Kirche des Ortes wurde 1773 in einem Erdbeben zerstört.
1824 kam Tacuba zunächst an das Departement Sonsonate. Mit der Schaffung des Departamento Ahuachapán wurde es am 9. Februar 1869 demselben angeschlossen. Um 1890 hatte es 3340 Einwohner.
Im 19. Jahrhundert wurde Tacuba zu einem Zentrum des Kaffeeanbaus. Durch zwei Regierungsdekrete des Präsidenten Rafael Zaldívar in den Jahren 1881 und 1882 wurden die Eigentumsrechte der indigenen Gemeinden in El Salvador aufgehoben und die gemeinschaftlich bewirtschafteten Ejidos aufgelöst. In der Folge dehnten die Großgrundbesitzer auch in Tacuba ihre Kaffeeplantagen auf Kosten der Indigenen aus.
1932 beteiligten sich Pipil-Bauern von Tacuba am Aufstand gegen die Großgrundbesitzer und die Militärherrschaft von General Maximiliano Hernández Martínez. Nach der Niederschlagung des Aufstands kam es zur Matanza, einem Massaker, dem Anfang 1932 in ganz El Salvador etwa 30.000 Menschen zum Opfer fielen, in Tacuba über ein Viertel der Gesamtbevölkerung, nahezu jeder Mann über 12, der nicht fliehen konnte. Die Massenerschießungen dauerten etwa einen Monat an. Die Nawat-Sprache der Pipil wurde in der Folge verboten und so innerhalb weniger Jahrzehnte an den Rand des Aussterbens gebracht.

## Pipil-Kultur heute
Tacuba ist das einzige Municipio im Departamento Ahuachapán, wo es noch einige Sprecher der Pipil-Sprache Nawat gibt, die infolge der harten Unterdrückung seit dem Genozid an den Pipil 1932 an den Rand des Aussterbens gebracht wurde. Im Alltag ist sie aber kaum noch zu hören, weil sie nur noch von einigen alten Menschen gesprochen wird.